# 鹿熊安正
鹿熊 安正（かくま やすまさ、1927年（昭和2年）1月9日 - 2019年（令和元年）6月2日）は、日本の政治家。元・富山県議会議員、同議長。元・自由民主党・参議院議員（2期）。安倍派。元・県スキー連盟会長。元・小川温泉社長。

## 来歴
富山県下新川郡山崎村（現・朝日町）出身。鹿熊久安の息子。東京農業大学卒業。
1959年（昭和34年）、県庁職員を経て富山県議会議員当選。以後8期務める（下新川郡選挙区）。自民党県連幹事長、県議会議長を歴任。
1989年（平成元年）、第15回参議院議員通常選挙富山県選挙区初当選。
1992年（平成4年）、宮澤改造内閣で通商産業政務次官に就任。
1994年（平成6年）、村山内閣で郵政政務次官に就任。
1995年（平成7年）、第17回参議院議員通常選挙で富山県選挙区再選。
1997年（平成9年）、参議院科学技術特別委員会委員、1998年（平成10年）、参議院労働・社会政策委員会委員長。2001年（平成13年）、参議院内閣委員会委員をそれぞれ務める。
同年の第19回参議院議員通常選挙に立候補せず、政界から引退。
2001年（平成11年）、勲二等瑞宝章受章。
2019年（令和元年）5月17日に自宅で転倒し、内臓破裂で入院していたが、同年6月2日11時53分、出血性ショック・多臓器不全のため、朝日町のあさひ総合病院で死去。92歳没。叙従四位。

## 人物
- 1987年、当時の県議会で最多の連続8期当選を果たす。自民党県連幹事長を10年連続で務め、県連や県政界をリードしてきた[7]。
- 10年にわたる自民党県連幹事長時代は、在任中に死去した中田幸吉知事の後任を巡る一本化調整をはじめ、党務を取り仕切った[8]。
- 2001年までの在任中に、通産、郵政の両政務次官や参院労働・社会政策委員長、自民党総務、党副幹事長などを歴任した[7]。
- 綿貫民輔元衆議院議長や中沖豊富山県知事とは同じ1927年生まれ。「ラビット会」を結成し、三頭政治を行った[8]。
- 富山県消防協会長や日本ビーチボール協会長として尽力[8]。

## 家族・親族
- 父・鹿熊久安 - 元富山県会議長[2][9]。

富山県議会議員の鹿熊正一や、小川温泉社長の鹿熊裕二は息子。魚津市議会議員を務めた長勢甚正は姉の夫。衆議院議員で元法務大臣の長勢甚遠は甥。